# جيمس فرانكلين وير
جيمس فرانكلين وير (بالإنجليزية: James Franklin Ware)‏ هو سياسي أمريكي، ولد في 1849. حزبياً، نشط في الحزب الجمهوري. وقد انتخب عضو جمعية ولاية ويسكونسن.